# Iffezheim
Iffezheim település Németországban, azon belül Baden-Württembergben. Lakosainak száma 5291 fő (2023. december 31.).

## Népesség
A település népessége az elmúlt években az alábbi módon változott:
| Lakosok száma | 3093 | 3463 | 3592 | 3766 | 4020 | 4588 | 4696 | 4931 | 4746 | 5291 |
|               | 1961 | 1967 | 1974 | 1980 | 1987 | 1993 | 2000 | 2006 | 2013 | 2023 |